# 梭安文化
梭安文化，为古印度文明旧石器时代的文化之一。出现于印度河河谷，梭安河，拉瓦尔品第，杰户姆河和安得拉邦。从第二冰河期至第四冰河期出现。